# Моисеевка (Орловская область)
Моисеевка — опустевший посёлок в составе Болховского района Орловской области, входит в Сурьянинское сельское поселение. Население 0 человек (2010).

## География
находится в центральной части Орловской области, в лесостепной зоне, в пределах центральной части Среднерусской возвышенности, в 87 км от города Орла.

## Население
| 2010 |
| ---- |
| 0    |